# Frühroter Veltliner

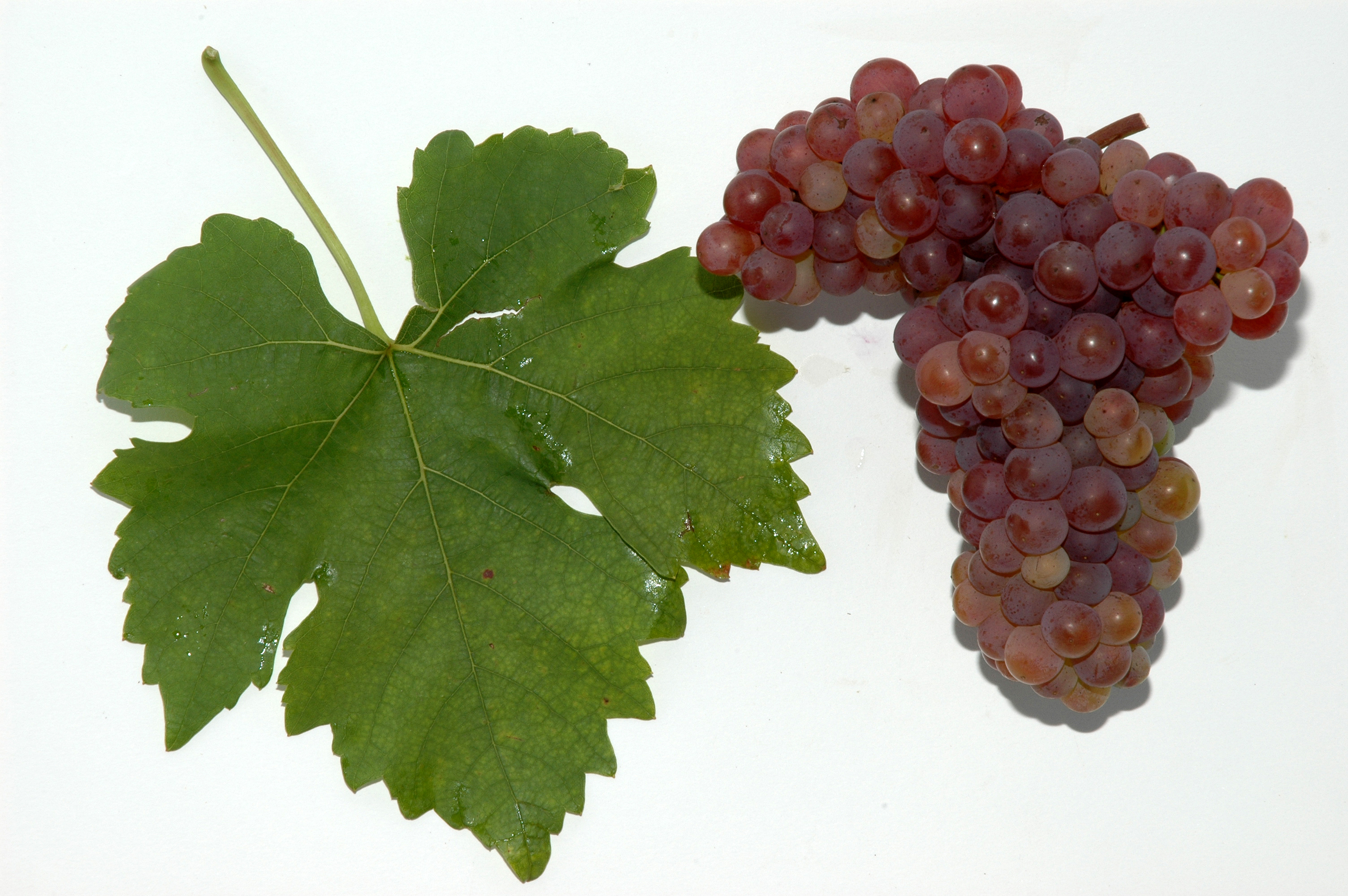
Frühroter Veltliner

Le Frühroter Veltliner est un cépage de vigne blanc que l’on trouve principalement en Basse-Autriche. En dépit de son nom, il n’a aucun lien avec le Grüner Veltliner. Il est issu d’un croisement entre le Roter Veltliner et le Sylvaner.

## Synonymes
- Autriche : Früher Roter Veltliner, Malvasier
- France : Malvoisie rouge d'Italie
- Allemagne : Frühroter Malvasier, Roter Malvasier
- Italie : Veltliner
- Tchèque : Veltlínské červené rané
- Slovaque : Veltlínske červené skoré